# Palicourea veterinariorum
Palicourea veterinariorum é uma espécie de planta do gênero Palicourea e da família Rubiaceae. 

## Taxonomia
A espécie foi descrita em 1980 por Joseph Harold Kirkbride. 

## Forma de vida
É uma espécie terrícola e arbustiva. 

## Conservação
A espécie faz parte da Lista Vermelha das espécies ameaçadas do estado do Espírito Santo, no sudeste do Brasil. A lista foi publicada em 13 de junho de 2005 por intermédio do decreto estadual nº 1.499-R. 

## Distribuição
A espécie é encontrada nos estados brasileiros de Bahia e Espírito Santo. 
Em termos ecológicos, é encontrada no domínio fitogeográfico de Mata Atlântica, em regiões com vegetação de mata ciliar e floresta ombrófila pluvial.